# HMS Lance (1914)
Корабль Его Величества «Лэнс» (англ. HMS Lance) — британский эскадренный миноносец типа Laforey. Был спущен на воду за несколько месяцев до начала Первой мировой войны и входил в состав флотилии в Харидже, участвовал в нескольких сражениях, в том числе, в бое у острова Тексел.
Первый выстрел Британии в Первой мировой войне был сделан именно этим эсминцем.

## Строительство
Первоначально «Лэнс» должен был быть назван «Дэринг» (англ. Daring), но в 1913 году все корабли типа Laforey были переименованы — их имена должны были начинаться на букву L, как у головного корабля серии. Эсминец был строился британской судостроительной компанией John I. Thornycroft & Company, спущен на воду 25 февраля 1914 года.
Корабль был оснащён тремя 102-мм/40 орудиями QF Mk IV, одной автоматической зенитной пушкой QF 2 pounder Mk. II (известной, как «Пом-пом») и двумя спаренными торпедными аппаратами. «Лэнс» разрабатывался для патрулирования британских прибрежных вод, борьбы с надводными и подводными кораблями.

## Служба

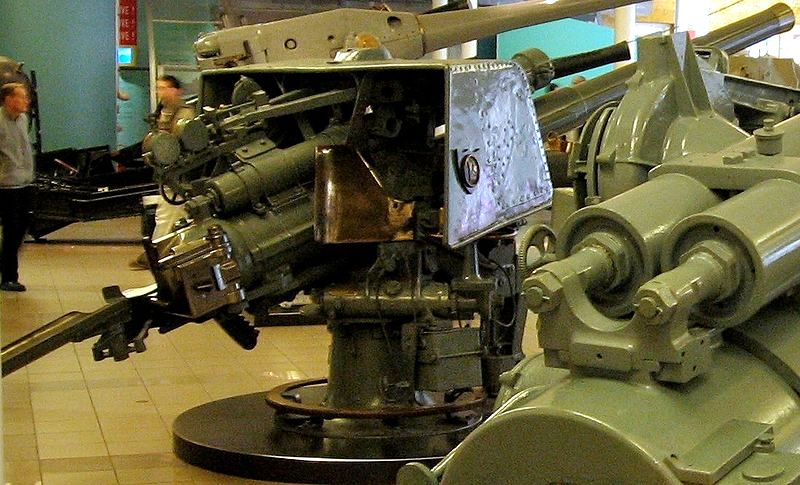
Орудие «Лэнса», из которого был произведён исторический выстрел. Имперский военный музей. Лондон.

4 августа 1914, вскоре после начала Первой мировой войны, двум приписанным ко 2-й флотилии однотипным эсминцам «Лэнс» и «Лэндрэйл» (англ. Landrail) было поручено патрулирование Северного моря. На второй день патрулирования группа обнаружила германский минный заградитель «Королева Луиза» (нем. Königin Luise), устанавливавший мины. «Лэнс» произвёл выстрел в германский корабль из одного из своих 102-мм орудий, это был первый британский выстрел в Первой мировой войне. Минный заградитель сначала попытался уйти от преследователей, но затем его командир понял, что бежать невозможно и приказал открыть кингстоны и затопить корабль.
Орудие «Лэнса», из которого был произведён исторический выстрел, сейчас выставлено в Имперском военном музее в Лондоне.
В период Первой мировой войны «Лэнс» был прикреплен к 3-й флотилии эсминцев в Харидже (Гарвичская флотилия, англ. Harwich Force). Эсминец был в составе своей флотилии, когда она 17 октября 1914 года атаковала немецкую 7-ю полуфлотилию миноносцев у острова Тексел и полностью её уничтожила.

## Комментарии
1. ↑  Водоизмещение указано в английских тоннах, не путайте с метрическими.